# Camp de somnis

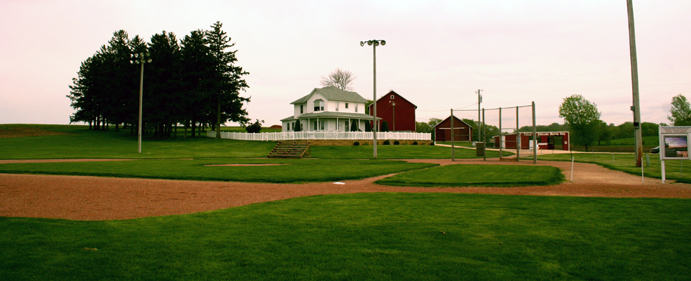
El camp utilitzat per fer la pel·lícula, a Dyersville, a Iowa.

Camp de somnis (títol original en anglès Field of Dreams) és una pel·lícula estatunidenca de Phil Alden Robinson, estrenada el 1989. Aquesta pel·lícula ha estat doblada al català.

## Argument
Un granger del Iowa sent veus que l'empenyen a construir un camp de beisbol després a trobar el novel·lista (imaginari) Terence Mann i el jugador "Moonlight" Graham.
La pel·lícula va ser dirigida i adaptada per Phil Alden Robinson a partir de la novel·la titulada Shoeless Joe escrita per W. P. Kinsella. Va ser nomenada a tres Premis de l'Acadèmia.
El personatge interpretat per Burt Lancaster i Frank Whaley, Archibald "Moonlight" Graham, va ser un jugador de beisbol real. El rerefons del personatge està basat en la seva vida real, amb alguns detalls canviats per a la dramatització de la pel·lícula.

L'escriptor fictici Terence Mann (James Earl Jones) està basat en l'escriptor J. D. Salinger. Salinger va ser l'autor que s'esmentava a la novel·la original. El 1947, el verdader Salinger va escriure una novel·la curta A Young Girl In 1941 With No Waist At All, que incloïa un personatge anomenat Ray Kinsella. També apareix un personatge menor anomenat Richard Kinsella a l'obra més coneguda de Salinger, el vigilant en el camp de sègol.

## Repartiment
- Kevin Costner: Ray Kinsella
- Amy Madigan: Annie Kinsella
- Gaby Hoffmann: Karin Kinsella
- Ray Liotta: Shoeless Joe Jackson
- Timothy Busfield: Mark

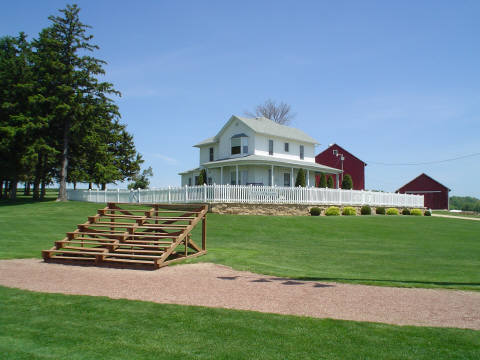
Les graderies i la casa presents a la pel·lícula.

- James Earl Jones: Terence "Terry" Mann
- Burt Lancaster: el doctor Archibald Graham
- Frank Whaley: Archie Graham
- Dwier Brown: John Kinsella
- James Andelin: el gerent del magatzem
- Mary Anne Kean: la gerenta del magatzem
- Fern Persons: la mare d'Annie
- Kelly Coffield: Dee, la dona de Mark
- Michael Milhoan: Buck Weaver
- Steve Eastin: Eddie Cicotte

## Al voltant de la pel·lícula[calcitació]
- El rodatge s'ha desenvolupat a Boston, Dubuque (Iowa), Dyersville i Galena (Illinois).
- Primera pel·lícula de l'actriu Gaby Hoffmann, és igualment l'última pel·lícula de l'actriu Anne Seymour, morta el desembre de 1988.
- Sheila McCarthy i Reba McEntire: totes dues van fer una prova per al paper d'Annie.
- Tom Hanks va refusar el paper de Ray Kinsella.
- Llavors desconeguts, els dos amics Ben Affleck i Matt Damon apareixen en una escena en l'estadi de Fenway Park. Més de deu anys més tard, Ben Affleck trobarà el director Phil Alden Robinson al paper principal de La Suma de totes les pors (2002).
- En La Mort d'Eric Cartman, episodi 131 de la sèrie South Park, una de les escenes fa referència a la pel·lícula.
- No és la primera incursió de Kevin Costner en el món del baseball, ja que a la seva pel·lícula precedent, Duo a tres (1988), encarnava l'entrenador d'un equip de la lliga minera de baseball.
- A la novel·la, l'autor posava en escena un verdader escriptor, J. D. Salinger, cèlebre per la seva novel·la El vigilant en el camp de sègol. Aquest últim va refusar de ser descrit a la pel·lícula, Phil Alden Robinson va haver de reescriure el personatge.

## Banda original[calcitació]
- Crazy, interpretada per Beverly D'Angelo
- Daydream, interpretada per The Lovin' Spoonful
- Jessica, interpretada per The Allman Brothers Band
- China Grove, interpretada per The Doobie Brothers
- Lotus Blossom, interpretada per Duke Ellington

## Premis i nominacions[calcitació]

### Premis
- Millor pel·lícula estrangera, als Hochi Film Awards el 1990
- Millor pel·lícula estrangera, als Awards of the Japanese Academy el 1991
- Millor pel·lícula estrangera, als Blue Ribbon Awards el 1991
- Millor pel·lícula estrangera, als Kinema Junpo Awards el 1991
- Premi Young Artist al millor paper secundari femení per Gaby Hoffmann el 1990

### Nominacions
1990
- Oscar a la millor pel·lícula
- Oscar al millor guió adaptat
- Oscar a la millor banda sonora
- Millor muntatge, per l'American Cinema Editors
- Millor director, pel Sindicat de Directors dels Estats Units
- Grammy Award de la Millor banda original
- Prix Hugo a la millor pel·lícula dramàtica
- Millor guió adaptat, pel Sindicat de Guionistes dels Estats Units